# سيث وارد
سيث وارد (بالإنجليزية: Seth Ward)‏ (و. 1617 – 1689 م) هو رياضياتي، وعالم فلك، وقس، وأستاذ جامعي من المملكة المتحدة. كان عضوًا في الجمعية الملكية.
توفي في لندن، عن عمر يناهز 72 عاماً.

## مناصب
تولى منصب أسقف، وBishop of Exeter، وBishop of Salisbury.

## التعليم
تعلم في كلية سيدني ساسكس ‏.